# Khult
Khult (pronunciat Khlot, ètnic khulti) és una tribu del nord-oest del Marroc, inicialment àrabs, arribats al Magreb amb els Banu Hilal i barrejats amb els amazics (aquestes poblacions barrejades foren anomenades Djusham, formen els grups Khult i Sufyan).
Foren col·laboradors lleials dels mallorquins Banu Ghaniya després de la conquesta per aquestos de Bugia. Castigats pel califa almohade Abu-Yússuf Yaqub al-Mansur (1184-1198) foren traslladats a la Tamesma (Shawiya) que havia quedat despoblada després de l'extermini dels Barghawata pels almoràvits.
Els khult i els sufyan van donar suport a un o altre califa almohade durant les lluites d'aquestos; el 1224 els khult donaven suport al pretendent Abu-l-Ulà Idrís al-Mamun contra el califa Abu-Muhàmmad Abd-Al·lah al-Àdil (1224-1227) que tenia el suport dels sufyan. El 1228 al-Mamun va haver de combatre els khult pels seus actes de saqueig, i es van revoltar i van donar suport al pretendent Yahya ibn Nàssir al-Mútassim. Els sufyan reconciliats amb Abd-al-Wàhid ar-Raixid (1232-1242) van atacar als khult i en van fer una carnisseria s la vora de l'Umm al-Rabi. En revenja els khult van proclamar califa al pretendent andalusí Ibn Hud però al-Rashid els va atacar i va capturar als caps, i els va fer decapitar (1237/1238). Afeblits van haver de col·laborar amb el califa. El 1248 a l'expedició almohade contra el zayyànida Yaghmorasen, durant el setge de Tamzesdekt, la rivalitat de khults i sufyans va dur al desastre als almohades, que foren derrotats, morint el califa Abu-l-Hàssan Alí as-Saïd.
El 1308 els khult foren atacats pel marínida Abu Thabit Amir (1307-1308) a causa de les seves accions de rapinya, però després els va utilitzar per lluitar contra els àrabs Riyah (Banu Riyah), establerts al Hibt i al Gharb, i els khult es van instal·lar al territori d'aquestos al Hibt i a l'Azghar.
Van servir als sultans del Marroc al makhzan i els van proveir de governadors provincials, ambaixadors i consellers. Després van passar al servei dels wattàsides però no van donar suport als sàdides i aquestos els van tenir apartats dels cercles dirigents.
La victòria sobre els portuguesos a la batalla de Wadi l-Makhazin (coneguda com la batalla dels tres reis) l'agost de 1578, fou en gran part mèrit dels khult i en endavant foren admesos al makhzan dels sàdides. A la decadència d'aquesta dinastia el pretendent Marabut al-Ayyashi els va voler fer atacar als cristians a Larraix, però no els va poder fer obeir i fou assassinat per ells el 1638/1639.
Sota els alauites els khult es van decantar pels petits senyors del nord del país que s'havien fet independents sota cobert de la guerra santa; Abu Nasr Mawlay Ismail ibn Muhammad al-Samin (1672-1727) els va sotmetre i els va separar del makhzam i va afavorir l'establiment al seu territori de grups tlik i badawa amb els quals es van barrejar progressivament.